# Curriea luteistigma
Curriea luteistigma är en stekelart som beskrevs av Falco 2000. Curriea luteistigma ingår i släktet Curriea och familjen bracksteklar. Inga underarter finns listade i Catalogue of Life.